# Hajichi

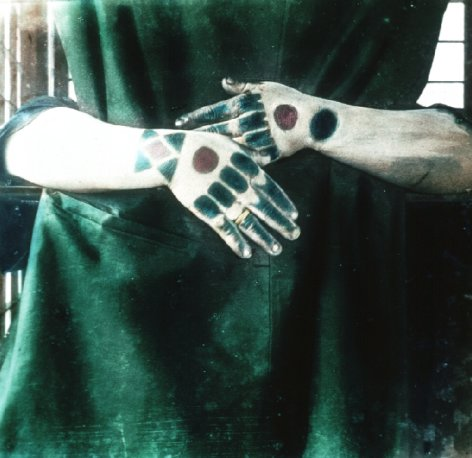
Tätowierungen auf den Händen einer Frau der Ryūkyū-Inseln

Hajichi (okinawanisch / Amami-Sprache ハジチ, „Nadelstich“) waren traditionelle Tätowierungen an den Händen und Handgelenken von Frauen der Ryūkyū-Inseln. Die Praxis wurde bereits in Dokumenten aus dem 16. Jahrhundert erwähnt. Nachdem das ehemalige Königreich Ryūkyū unter die Herrschaft der japanischen Meiji-Regierung gefallen war, wurden Hajichi jedoch 1899 offiziell verboten. Bereits Tätowierte sahen sich Stigmatisierungen ausgesetzt und die Tradition verschwand mit der Zeit.

## Bezeichnungen

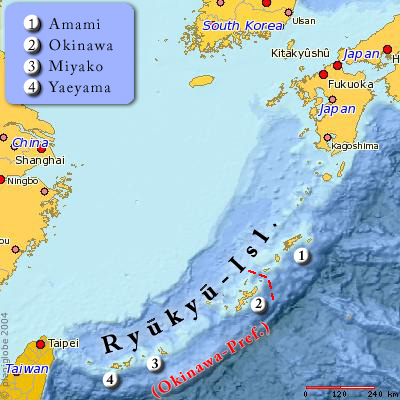
Die Lage der Ryūkyū-Inseln zwischen Japan, China und Taiwan. Die nicht nummerierte Insel Yonaguni liegt westlich der Yaeyama-Inseln.

Da auf den Ryūkyū-Inseln verschiedene Ryūkyū-Sprachen existieren, variiert die Bezeichnung für die traditionellen Tätowierungen je nach Inselgruppe:
- Okinawa- und Amami-Inseln: hajichi (ハジチ), hajiki (ハジキ), fajichi (ファジチ), pajichi (パジチ)
- Miyako-Inseln: pizukki (ピヅッキ), pizuki (ピヅキ), paatsuku (パーツク), parikku (パリック), paitsuki (パイツキ), haidzuchi (ハイヅチ)
- Yaeyama-Inseln: tiku (ティク), tishiki (ティシキ)
- Yonaguni: hadichi (ハディチ)

Die japanische allgemeine Bezeichnung für Tätowierungen ist Irezumi.

## Tradition und Bedeutung

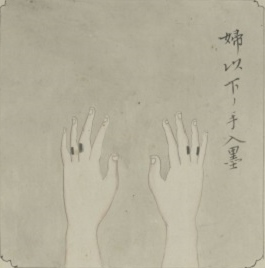
Erste Hajichi bei jungen Mädchen

Mädchen auf den Ryūkyū-Inseln wurden in der Regel im Alter von 12 oder 13 Jahren als Ritual zum Erwachsenwerden tätowiert. Das erste Tattoo bestand aus zwei simplen Punkten und deutete die Heiratsfähigkeit an. Weitere Tätowierungen waren zu besonderen Ereignissen im Leben der Frauen üblich, wie der Heirat, der Geburt des ersten Kindes oder zum sechzigsten Lebensjahr (59. nach westlicher Zählung). Auf den Miyako-Inseln repräsentierten einige Tattoos auch besondere Aufgaben einer Ehefrau, ihre handwerklichen Fähigkeiten sowie ihre Charaktereigenschaften.
Die Tätowierungen sollten zudem als Schutz vor Entführung, bösen Geistern und vor Bestrafung nach dem Tod dienen.
Nach altem Ryūkyū-Glauben beherrschten Frauen die spirituellen Kräfte und wurden Onarigami genannt, während Männer als Herrscher des Weltlichen Umiki genannt wurden.
Nach in den 1980er bis 1990er Jahren durchgeführten Umfragen unter älteren Frauen der Okinawa-, Miyako- und Yaeyama-Inseln wurde als Begründung für das Tätowieren von Hajichi hauptsächlich angegeben:
- 34,1 %: Als Schutz vor der Entführung in ein fremdes Land
- 21,3 %: Für den Eintritt ins bzw. das Dasein im Jenseits
- 15,7 %: Aus Gefälligkeit, da sich gerade auch andere tätowieren ließen

Tätowiert wurden die Hajichi mit Nadeln und Tinte und in mehreren Sitzungen, bis die Tätowierung ausreichend dunkel ausgeprägt war. Zu den Tätowierungszeremonien der Frauen wurde ein Festessen veranstaltet, zu dem nur ausgewählte Personen eingeladen wurden.

## Design
Das Design der Tätowierungen variierte je nach Insel und zu einem gewissen Grad auch je nach Dorf, Familie und sozialer Stellung. Die Zahl der Tattoos nahm mit dem Alter zu. Die Tätowierungen bestanden unter anderem aus kreuzförmigen Mustern und Punkten sowie aus blumen- und sternförmigen Mustern. Auf den Miyako-Inseln gab es auch Motive wie Scheren, Spulen und andere Gegenstände der Haushaltsführung. Andere Motive standen für Charaktereigenschaften, beispielsweise bedeutete eine Tätowierung eines Tischchens, eine gute Ehefrau zu sein, und Bambusblätter standen für einen aufrichtigen Charakter. Auf den Miyako- und Amami-Inseln waren die Hajichi deutlich individueller, während sie auf den Okinawa-Inseln gleichförmig waren und dort auch auf den kleineren Inseln dieselben Motive wie auf der Hauptinsel verwendet wurden.

Hajichi auf unterschiedlichen Ryūkyū-Inseln
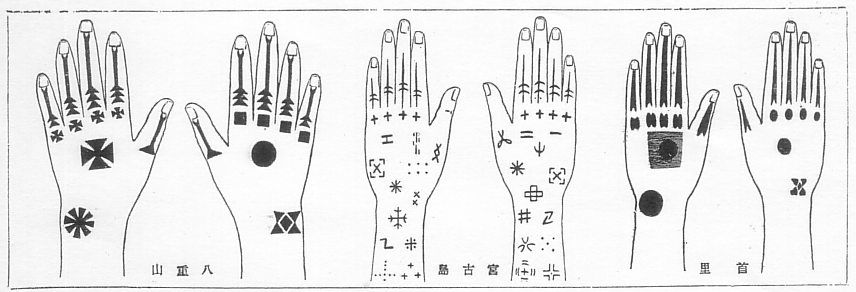
Präfektur Okinawa, von links nach rechts: Yaeyama (八重山), Miyako-jima (宮古島) und Shuri (首里), die auf Okinawa Hontō gelegene Hauptstadt des Königreiches Ryūkyū
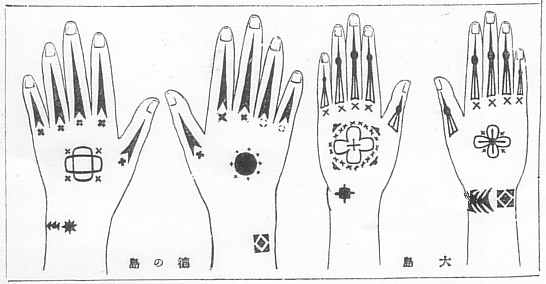
Amami-Inseln, darunter rechts Ōshima (大島)
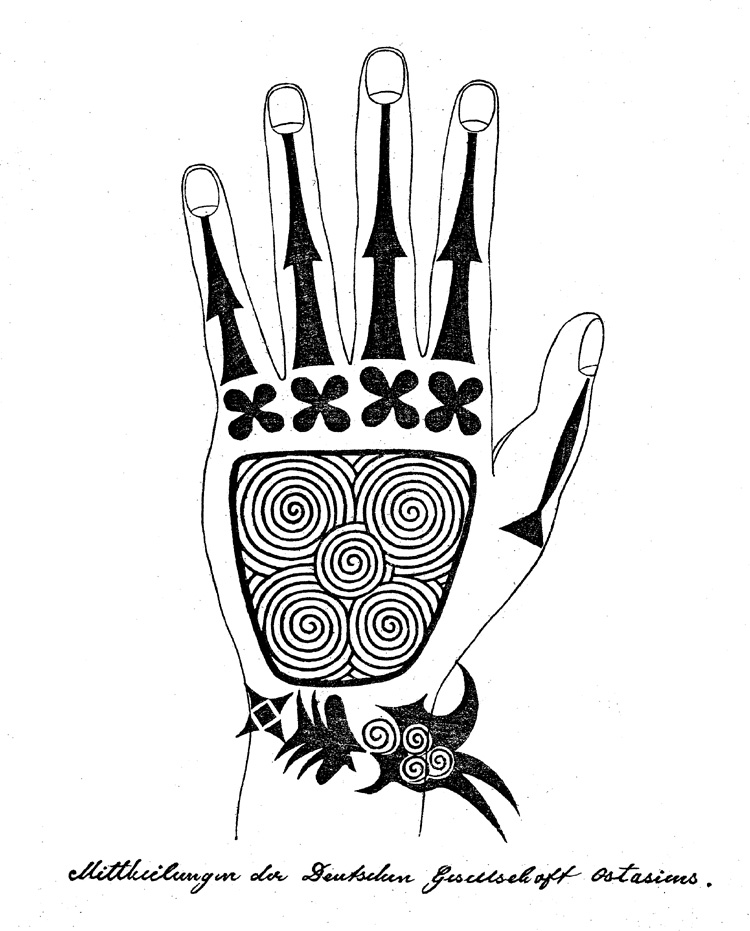
Ōshima – Zeichnung aus einem Werk von Ludwig Döderlein (1881)

## Ursprung
Die Ryūkyū-Völker sind mit etwa 2 Millionen Menschen die größte Minderheit Japans. Vom 15. bis 19. Jahrhundert gehörten die Inseln zum Königreich Ryūkyū. Dieses führte Handel mit anderen pazifischen Inseln wie Taiwan, Samoa,  Palau und den Philippinen, sodass es möglicherweise Verbindungen zu den dortigen Tätowierungen (zum Beispiel Peʻa auf Samoa, Tatauierung in Palau und Philippinische Stammestätowierung) gibt. Auch mit China gab es Handelsbeziehungen. Eine erste Erwähnung der Hajichi findet sich daher in dem Text eines chinesischen Geistlichen aus der Mitte des 16. Jahrhunderts. Auch ein chinesischer Botschafter auf den Ryūkyū-Inseln berichtete, dass die Frauen ihre Hände und Füße mit Bildern von Vögeln, Fischen, Blumen und anderen Gegenständen schmückten. 1693 verbot Ryūkyū-König Shō Tei die Hajichi, jedoch zeigte dies keine Wirkung.

## Verbot durch die Meiji-Regierung
1872 (Meiji 5) wurde die Verwaltung der japanischen Präfekturen reformiert und Ryūkyū in eine Provinz umgewandelt. Während in Japan die Han abgeschafft wurden, wurde das Königreich Ryūkyū zu einem solchen ernannt und somit ein Schein an Unabhängigkeit bewahrt. Am 11. März 1879 (Meiji 12) wurde das Königreich Ryūkyū schließlich von der japanischen Meiji-Regierung abgeschafft und in die Präfektur Okinawa umgewandelt. Die Amami-Inseln wurden der Präfektur Kagoshima angeschlossen.
In Japan waren Tätowierungen jedoch stigmatisiert und sind es zum Großteil heute noch, da sie mit Kriminalität (siehe Yakuza-Tätowierungen) in Verbindung gebracht werden. Bereits 1799, in der Edo-Zeit, wurde erstmals in Japan ein Tätowierungsverbot erlassen. In Hokkaidō lebten damals vor allem Ainu, deren Frauen insbesondere in der Provinz Tokachi traditionell Anci-Piri genannte Tätowierungen im Gesicht und an den Armen trugen. In der Meiji-Zeit wurde die Insel jedoch zunehmend von Japanern besiedelt und 1871 wurde auch von der Entwicklungsagentur in Hokkaidō ein Tätowierungsverbot erlassen mit der Begründung, dass die Praxis „zu grausam“ sei. Auch im nach dem Vertrag von Shimonoseki vom 17. April 1895 ganz unter japanischer Herrschaft stehenden Taiwan gab es Tätowierungsverbote. Dort war es ebenfalls bei Frauen der indigenen Völker Atayal und Truku Tradition, insbesondere die Gesichter zu tätowieren.
Auf den Ryūkyū-Inseln verbot die Meiji-Regierung 1899 offiziell die dort traditionellen Hajichi. Demnach konnten alle Personen, die andere tätowierten oder sich selbst tätowieren ließen, eine Geld- oder auch Freiheitsstrafe erhalten. Die Tätowierungen wurden von den Japanern als primitiv angesehen, doch die Ryūkyū-Frauen versuchten zunächst, ihre Traditionen beizubehalten. Innerhalb der ersten fünf Jahre wurden nach Statistiken der Präfekturpolizei Okinawa 682 Frauen und 10 Männer wegen der Tätowierung von Hajichi verhaftet:
- 1899 (Meiji 32): 223 Frauen und 10 Männer
- 1900 (Meiji 33): 164 Frauen
- 1901 (Meiji 34): 122 Frauen
- 1902 (Meiji 35): 92 Frauen
- 1903 (Meiji 36): 81 Frauen

Bis in die 1930er gab es noch neue Hajichi. Mit der Zeit wandelte sich die Wahrnehmung und die Frauen versuchten zunehmend, ihre Hajichi zu verstecken. Einige Frauen trugen aus Verlegenheit Handschuhe. Die Tätowierungen verschwanden nach und nach mit der älteren Generation. Viele Materialien im Zusammenhang mit Hajichi gingen zudem 1945 während der Schlacht um Okinawa verloren. Tätowierungen waren in Japan bis 1948 gesetzlich verboten. Von 1981 bis Mitte der 1990er Jahre begann man in jeder Gemeinde auf den Okinawa-, Miyako- und Yaeyama-Inseln Erhebungen über Hajichi durchzuführen.

## Hajichi im 21. Jahrhundert
Hajichi sind heute eher im Verschwinden begriffen, während die Tätowierungen der taiwanesischen Ureinwohner in verschiedenen Formen ein Comeback erleben.
In Okinawa und Tokio gibt es jedoch Versuche einer Handvoll Tätowierer, Hajichi wiederzubeleben. Diese erreichten auch Diaspora-Gemeinschaften in Brasilien und Hawaii. Einige betrachten das Wiederaufleben als eine Rückbesinnung auf eine Zeit, in der okinawanische Frauen einflussreiche Positionen als religiöse Führerinnen und Ernährerinnen innehatten. Für sie ist es ein Symbol der Selbstbestimmung in der japanischen Gesellschaft, die in Bezug auf die Förderung von Frauen zu den Schlusslichtern unter den entwickelten Ländern zählt. Viele hält jedoch die Befürchtung beruflicher Nachteile von einer Tätowierung ab.
Im Juni 2019 veröffentlichte Lee Tonouchi, US-amerikanischer Schriftsteller okinawanischer Abstammung in vierter Generation, ein von Laura Kina illustriertes Bilderbuch mit dem Titel Okinawan Princess: Da Legend of Hajichi Tattoos. Vom 5. Oktober bis 4. November 2019 zeigte das Okinawa Prefectural Museum and Art Museum eine Ausstellung zu Hajichi und Tätowierungen indigener Völker Taiwans.